# Paleopfenderina
Paleopfenderina es un género de foraminífero bentónico de la subfamilia Paleopfenderininae, de la familia Pfenderinidae, de la superfamilia Pfenderinoidea, del suborden Orbitolinina y del orden Loftusiida. Su especie tipo es Pfenderina salernitana. Su rango cronoestratigráfico abarca desde el Bathoniense hasta el Calloviense (Jurásico medio).

## Discusión
Clasificaciones previas incluían Paleopfenderina en la subfamilia Pfenderininae, de la familia Pfenderinidae, de la superfamilia Ataxophragmioidea, así como en el suborden Textulariina del orden Textulariida o en el orden Lituolida.

## Clasificación
Paleopfenderina incluye a las siguientes especies:
- Paleopfenderina salernitana †
- Paleopfenderina trochoidea †